# Valentin Guetsov
Valentin Dochev Guetsov –en búlgaro, Валентин Дочев Гецов– (Ruse, 14 de marzo de 1967) es un deportista búlgaro que compitió en lucha libre.
Participó en los Juegos Olímpicos de Barcelona 1992, obteniendo una medalla de plata en la categoría de 68 kg. Ganó una medalla de bronce en el Campeonato Mundial de Lucha de 1991 y una medalla de bronce en el Campeonato Europeo de Lucha de 1992.

## Palmarés internacional
| Juegos Olímpicos   | Juegos Olímpicos   | Juegos Olímpicos  | Juegos Olímpicos |
| Año                | Lugar              | Medalla           | Categoría        |
| ------------------ | ------------------ | ----------------- | ---------------- |
| 1992               | Barcelona (España) | Medalla de plata  | 68 kg            |
| Campeonato Mundial |                    |                   |                  |
| Año                | Lugar              | Medalla           | Categoría        |
| 1991               | Varna (Bulgaria)   | Medalla de bronce | 68 kg            |
| Campeonato Europeo |                    |                   |                  |
| Año                | Lugar              | Medalla           | Categoría        |
| 1992               | Kaposvár (Hungría) | Medalla de bronce | 68 kg            |